# Ivan Fiodorovitch Tolbouga
Ivan Fiodorovitch « Tolbouga » (en russe : Иван Фёдорович Толбуга), était un Knyaz (prince) russe qui vivait au XIVe siècle. Il était le troisième fils de Fiodor Konstantinovitch, prince Fominsky et Berezouysky, issu des princes de Smolensk et descendant de Riourik. Il est à l'origine de la famille des princes puis comtes Tolboukhine. 
D'après le dictionnaire de l'académie russe, Ivan Fiodorovitch tirerait son surnom du russe Токмак ou токмач, nom qui désigne un maillet ou un marteau en bois, et qui a pu être donné à quelqu'un de particulièrement tenace. 
Ce nom apparaît dans un opéra de Nikolai Rimski-Korsakov, La jeune fille de Pskov, dont l'action se déroule à l'époque d'Ivan le Terrible. 

## Biographie
Ivan Fiodorovitch "Tolbouga" avait pour frères aînés : 
- Vassili Fiodorovitch "Kozlowski" (Василий Федорович "Козловский"), à l'origine des princes Kozlowski ;
- Fiodor Fiodorovitch "Rjevski" (Федор Федорович "Ржевский"), à l'origine des princes Rjevski.

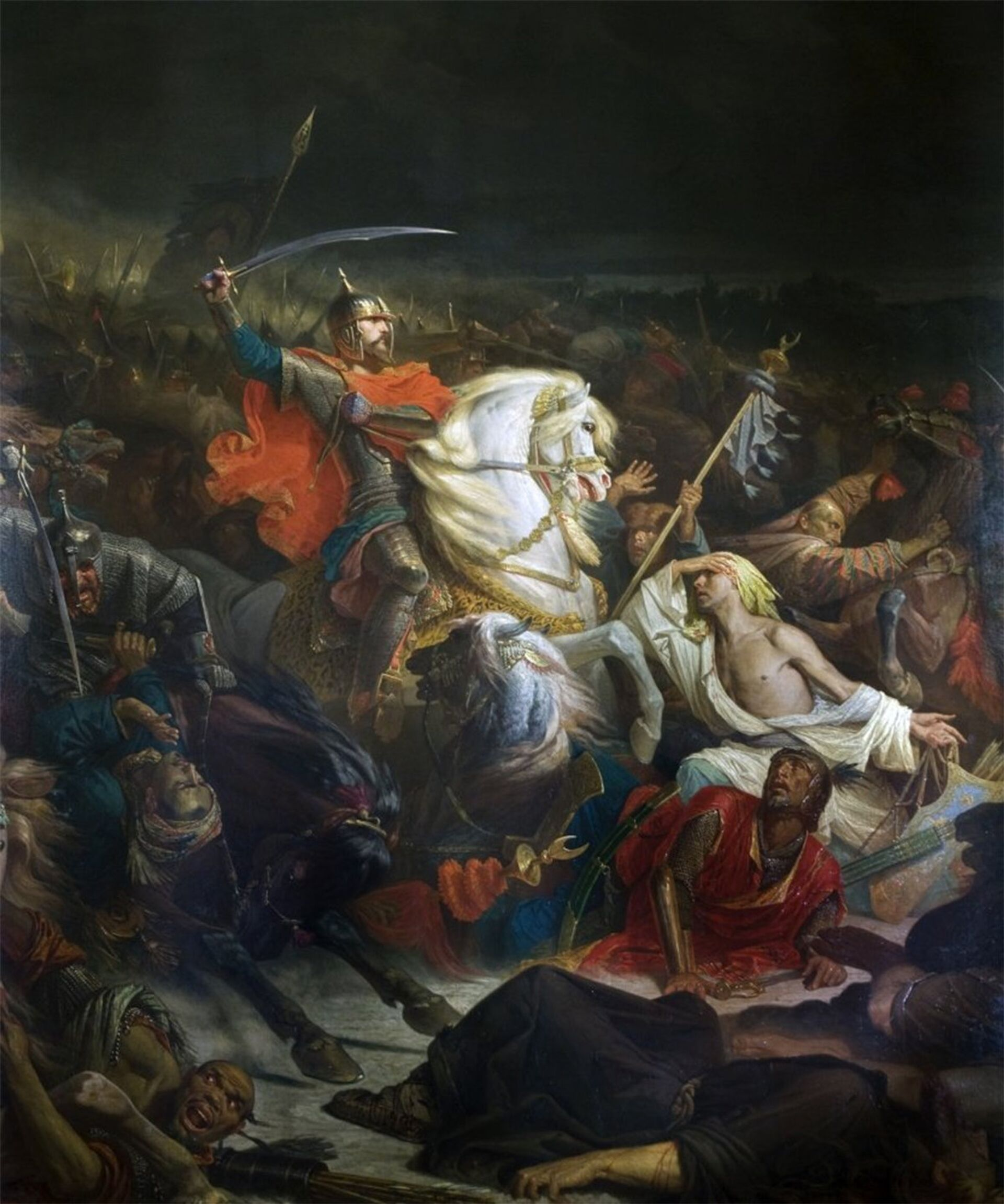
La bataille de Koulikovo, d'Adolphe Yvon (1849).

Il fut tué le samedi 8 septembre 1380 (8 septembre 6889 dans le calendrier russe), jour de la naissance de la mère de Dieu, en combattant du côté russe contre les Mongols de la Horde d'or de Mamaï lors de la bataille de Koulikovo, près du Don, remportée par Dimitri IV, prince de Moscou et Grand Prince de Vladimir, à qui cette victoire valut le surnom de Donskoï. 
La Chronique de Novgorod raconte la mort du prince Ivan "Tolbouga" : 
« Et le Grand Prince Dmitri et son frère Volodimir rangèrent leurs troupes contre le peuple païen des Polovets et, levant les yeux humblement vers le ciel, et soupirant du fond de leurs cœurs, ils dirent, suivant les paroles du psaume : "Frères, Dieu est notre refuge et notre force." Et les deux armées aussitôt se rencontrèrent, et il y eut longtemps une bataille acharnée, et Dieu terrifia les fils d'Hagar d'une puissance invisible, et eux tournèrent leurs épaules aux coups, et ils furent mis en déroute par les Chrétiens, et certains tombèrent par les armes, et d'autres se noyèrent dans la rivière, en nombre incalculable.
Et dans la bataille le prince Fedor Belozerski fut tué, ainsi que son fils le prince Ivan ; et d'autres princes et capitaines poursuivirent les étrangers. Les Tartares impies succombèrent sous la crainte de Dieu et les armes des Chrétiens ; et Dieu leva la main droite du Grand Prince Dmitri Ivanovitch et de son frère le prince Volodimir Andreïevitch parce qu'ils avaient défait les étrangers. »
Il avait épousé une fille de Dimitri Alexandrovitch « Monastir » (Дмитрий Александрович "Монастырь", issu lui aussi des princes de Smolensk et tué le 11 août 1378 par les Mongols à la bataille de la rivière Voja), dont il eut deux fils : 
- Vassili ;
- Ivan, qui fut le père de Siméon Tolbouzine.

## Source généalogique
- (ru) Петр Долгоруков (князь), Россійский родословный сборник, Тип. Праца (1840).